# Samguk Sagi
Samguk Sagi (koreanska hanja 三國史記, hangul 삼국사기 "Historiska uppteckningar från de tre kungadömen") är den äldsta bevarade boken om Koreas uråldriga historia.

## Boken
Samguk Sagi är skriven på Klassisk kinesiska och beskriver historien över Koreas tre kungariken Koguryo, Paekche och Silla. Det är den äldsta inhemska skildringen av Koreas historia och omfattar 50 band (kallad gwon) fördelade på 6 avsnitt:
- Nagi (anteckningar om Silla, 12 band)
- Yeogi (anteckningar om Koguryo, 10 band)
- Jegi (anteckningar om Paekche, 6 band)
- Nyeonpyo (kronologiska listor, 3 band)
- monografier (blandade anteckningar om ceremonier, kultur, musik, geografi, mm, 9 band)
- Yeoljeon (biografier, 10 band)

Trovärdigheten har i viss mån ifrågasatts då boken framställer Silla i väldigt positiva dagar men innehåller också för historiker ovärderlig information om dåtida skeenden och händelser fram till 1100-talet.

## Historia

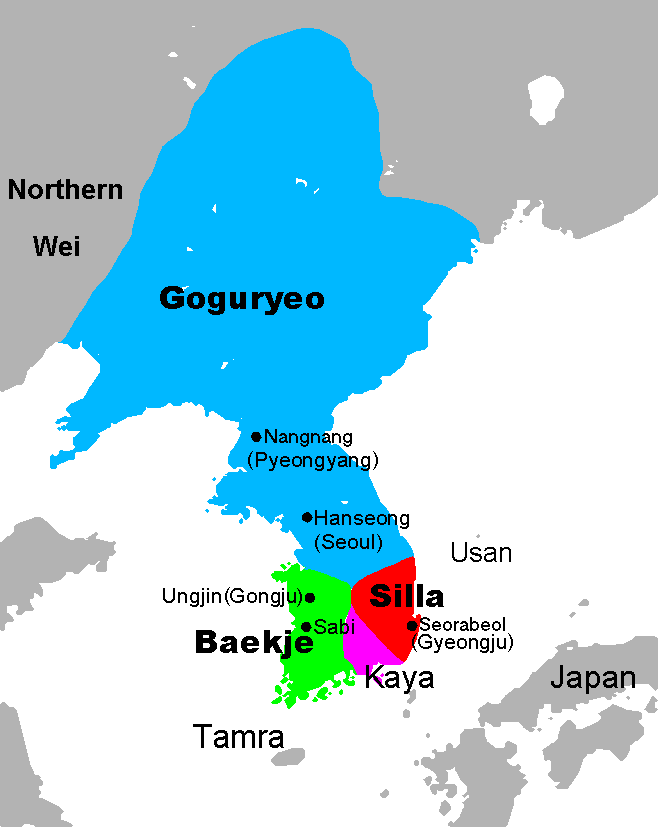
De tre kungadömen

Samguk Sagi avslutades år 1145 under Dangun Injong (kung Injong), kungen av Koguryo. Texten skrevs av hovskribenten Kim Bu-sik.
Den första översättningen i sin helhet till europeiska språk gjordes av ryske Pak Mikhail Nikolaevich vid Moskvas Universitet. Översättningen omfattar 3 band: band 1 "Kim Busik. Samguk sagi. Silla Chronicles" från 1959; band 2 "Kim Busik. Samguk sagi. Koguryo and Paekche Chronicles. Chronological Tables" från 1995 och band 3 "Kim Busik. Samguk sagi. Different Descriptions. Biographies" från 2002.
Vid sidan därom finns en rad delöversättningar på engelska.